# Slade Gorton
Thomas Slade Gorton III, född 8 januari 1928 i Chicago, död 19 augusti 2020 i Seattle, Washington, var en amerikansk republikansk politiker. Han representerade delstaten Washington i USA:s senat 1981–1987 och 1989–2001.
Gorton tjänstgjorde i USA:s armé 1945–1946. Han avlade grundexamen vid Dartmouth College och juristexamen vid Columbia Law School.
Han tjänstgjorde sedan i flygvapnet US Air Force 1953–1956 och var delstaten Washingtons justitieminister (Attorney General of Washington) 1969–1981.
I 1980 års kongressval besegrade han sittande senatorn Warren Magnuson. Han kandiderade sex år senare till omval, men förlorade mot demokraten Brock Adams. Gorton lyckades två år senare med att bli invald i senaten på nytt. Efter sin tredje mandatperiod i senaten förlorade Gorton i 2000 års kongressval mot Maria Cantwell.
Gorton var medlem av 11 september-kommissionen.